# لنی یونکر
لنی یونکر (آلمانی: Leni Junker؛ ۸ دسامبر ۱۹۰۵ – ۹ فوریه ۱۹۹۷) دونده سرعت زن اهل آلمان بود.
وی در مسابقات کشوری و بین‌المللی در مجموع برندهٔ ۱ مدال برنز شده‌است.